# Tazhong
Tazhong (chinesisch 塔中镇, Pinyin Tǎzhōng Zhèn) ist eine chinesische Planstadt im chinesischen Kreis Qarqan/Quiemo im autonomen Bezirk Bayingolin, Xinjiang.
Der erste Namensbestandteil, 塔,  tǎ, ist hier als Kürzel von 塔克拉玛干,  Tǎkèlāmǎgān zu verstehen, dem chinesischen Namen für die Wüste Taklamakan, deren Name aber aus einer Turksprache kommt, z. B. Uighurisch: Täklimakan. Der zweite Namensbestandteil, 中,  zhōng, bedeutet „Mitte“, steht aber auch für „China“, (中国,  Zhōngguó).

## Überblick
Die ersten Bauwerke der Stadt wurden Mitte der 1990er Jahre im Zentrum des Sperrgebiets Taklamakan errichtet. Die wenigen unerlaubt gemachten Luftaufnahmen von Tazhong aus dieser Zeit zeigen eine mitten in der Sandwüste gelegene Asphaltfläche mit Fahrzeugen, Baracken und Containern, die sich wie eine Wagenburg gruppierten und von der aus etwa 360 Ölförderanlagen in der Wüste versorgt wurden. Chef dieser ethnisch rein chinesischen Basis war Ölförderungspionier Xu Fuchen. Kritiker sehen Tazhong als Teil einer Sinisierungsstrategie durch die chinesische Regierung.
Die Besiedlung war aufgrund der Wüstenlage sehr schwierig: Da in der Sandwüste Taklamakan zwei unterschiedliche Windsysteme vorherrschen, sind die Wanderdünen, die sich bis zu 300 Meter über dem festen Boden auftürmen, in permanenter Bewegung, was auch mit der Anpflanzung von Vegetation nur schwer kontrolliert werden kann. Die Bodenoberflächentemperatur kann im Sommer tagsüber 67 °C erreichen, mit Unterschieden zur Nachttemperatur von über 40 °C. Der durchschnittliche jährliche Niederschlag beträgt lediglich 100 mm; das bisherige jährliche Niederschlagsminimum war 45 mm. In klimatisch abgeschirmten Treibhäusern wurden dennoch wissenschaftliche Experimente vorangetrieben, um eine autarke Versorgung zu erproben.
Am 24. Juli 2015 wurde Tazhong (nach einer amtlichen Begutachtung ab dem 31. Mai) zur Stadt und zur einzigen Gemeinde seines weitläufigen Verwaltungsgebiets erklärt. Hauptarbeitgeber der Stadt sind unter anderem PetroChina Tarim Oilfield Branch, Sinopec Northwest Oilfield Branch, Daqing Oilfield Tadong Company sowie Dienstleistungs- und Versorgungsunternehmen für die dort Beschäftigten. Die Gesamtbevölkerung im Verwaltungsgebiet soll angeblich etwa 20.000 Menschen betragen, von denen aber 90 % Saisonarbeiter seien. Entsprechend geben andere Quellen bloß eine dauerhafte Bevölkerung von etwa 1000 oder 2000 Menschen an, die vorwiegend Staatsangestellte seien.

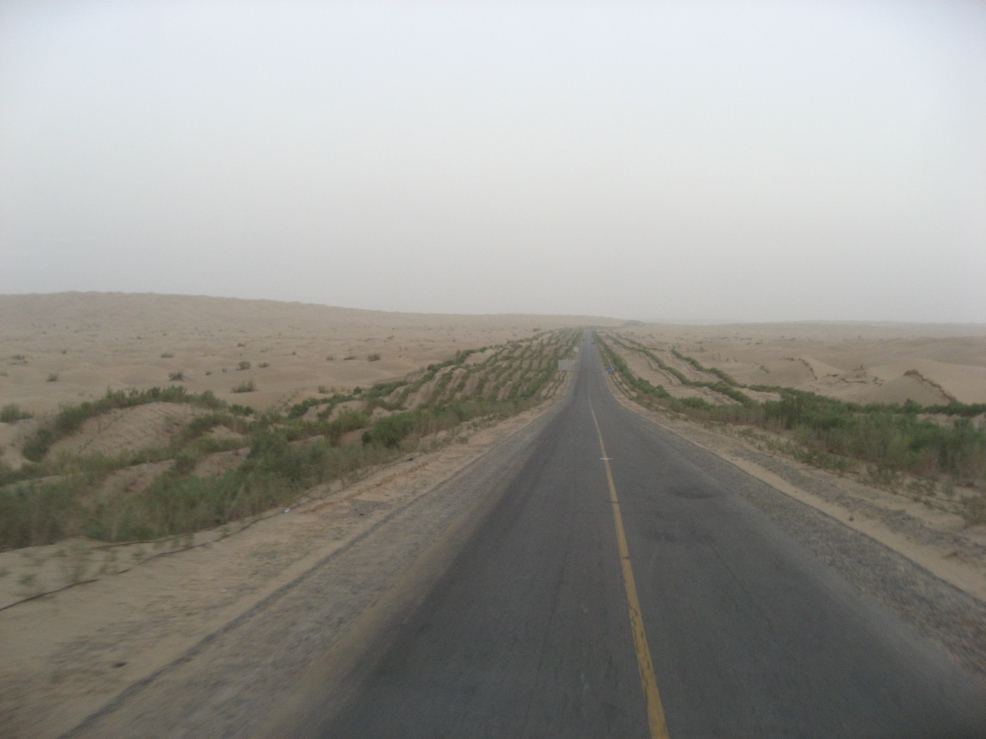
Tarim Desert Highway, 2008

Mit der Außenwelt ist die Stadt über eine 500 km lange und zur gleichen Zeit wie die Stadt errichtete Straße verbunden, deren Ränder zur Absicherung gegen Sandstürme durchgängig bepflanzt wurden: die Nordsüd-Trasse Tarim Desert Highway. Während der Pionierzeit konnte Tazhong nur mit gegen Feinstsand ausgerüsteten Spezialfahrzeugen erreicht werden. Noch 1997 gab es an dieser Straße den nächsten Außenposten erst in 220 km Entfernung von Tazhong. Seither sind im „Stadtgebiet“ entlang des Wüstenhighways weitere Außenposten errichtet worden, und auch die Bepflanzungsgürtel wurden ausgeweitet.